# Supercoppa del Brasile
La Supercoppa del Brasile, ufficialmente Supercopa do Brasil, è un trofeo calcistico brasiliano. Si disputa tra la squadra vincitrice del Campeonato Brasileiro Série A e quella della Copa do Brasil.
La competizione è stata disputata nel 1990 e 1991, per poi essere riproposta nel 2020.

## Storia
Dopo l'introduzione della Coppa del Brasile nel 1989, la CBF decise di introdurre anche una Supercoppa nazionale da disputarsi tra la squadra vincitrice della Série A e quella vincitrice della Coppa del Brasile.
La prima edizione della manifestazione si tenne nel 1990 e fu organizzata tra Grêmio e Vasco da Gama con una partita di andata e una di ritorno, che coincisero con quelle valevoli anche per la Coppa Libertadores 1990. Nel 1991 si scelse di far disputare una sola gara. Dopo questa edizione l'organizzazione della Supercoppa fu cancellata.
Nel 2013 si è diffusa la notizia che la CBF volesse reintrodurre la Supercoppa nel 2015 ma non è stata poi inclusa nel calendario delle competizioni stilato per il 2015.
Nel 2019, con l'intento di proporre nuove linee guida per l'avanzamento del calcio brasiliano, CBF ha confermato il ritorno del torneo che si terrà in una singola partita e in un luogo precedentemente definito, per la disputa di coppa. Con CBF che promuove il ritorno del torneo nel 2020, con la disputa tra il campione brasiliano e il campione della Coppa del Brasile.

## Albo d'oro
| Edizione | Vincitore (volta) | Data             | Campione del Brasile  | Vincitore di Coppa del Brasile | Risultato       | Sede                                      | Spettatori |
| -------- | ----------------- | ---------------- | --------------------- | ------------------------------ | --------------- | ----------------------------------------- | ---------- |
| 1990     | Grêmio            | 14 marzo 1990    | Vasco da Gama (RJ)    | Grêmio (RS)                    | 2 - 0           | Porto Alegre, Estádio Olímpico Monumental | 37.000     |
| 1990     | Grêmio            | 18 aprile 1990   | Vasco da Gama (RJ)    | Grêmio (RS)                    | 0 - 0           | Rio de Janeiro, Estádio São Januário      | 10.000     |
| 1991     | Corinthians       | 27 gennaio 1991  | Corinthians (SP)      | Flamengo (RJ)                  | 1 - 0           | San Paolo, Stadio Morumbi                 | 2.706      |
| 2020     | Flamengo          | 16 febbraio 2020 | Flamengo (RJ)         | Athl. Paranaense (PR)          | 3 - 0           | Brasilia, Stadio nazionale Mané Garrincha | 48.009     |
| 2021     | Flamengo (2)      | 11 aprile 2021   | Flamengo (RJ)         | Palmeiras (SP)                 | 2 - 2 (6-5 dtr) | Brasilia, Stadio nazionale Mané Garrincha | 0          |
| 2022     | Atlético Mineiro  | 22 febbraio 2022 | Atlético Mineiro (MG) | Flamengo (RJ)                  | 2 - 2 (8-7 dtr) | Cuiabá, Arena Pantanal                    | 32.028     |
| 2023     | Palmeiras         | 28 gennaio 2023  | Palmeiras (SP)        | Flamengo (RJ)                  | 4 - 3           | Brasilia, Stadio nazionale Mané Garrincha | 67.422     |
| 2024     | San Paolo         | 3 febbraio 2024  | Palmeiras (SP)        | San Paolo (SP)                 | 0 - 0 (2-4 dtr) | Belo Horizonte, Mineirão                  | 42.741     |
| 2025     | Flamengo (3)      | 2 febbraio 2025  | Botafogo (RJ)         | Flamengo (RJ)                  | 1 - 3           | Belém, Mangueirão                         |            |

## Vittorie per squadra
| Squadra          | Stato             | Vittorie | Sconfitte | Anni vittorie    |
| ---------------- | ----------------- | -------- | --------- | ---------------- |
| Flamengo         | Rio de Janeiro    | 3        | 3         | 2020, 2021, 2025 |
| Corinthians      | San Paolo         | 1        | -         | 1991             |
| Grêmio           | Rio Grande do Sul | 1        | -         | 1990             |
| Atlético Mineiro | Minas Gerais      | 1        | -         | 2022             |
| San Paolo        | San Paolo         | 1        | -         | 2024             |
| Palmeiras        | San Paolo         | 1        | 2         | 2023             |
| Botafogo         | Rio de Janeiro    | 0        | 1         |                  |
| Vasco da Gama    | Rio de Janeiro    | 0        | 1         |                  |
| Athl. Paranaense | Paraná            | 0        | 1         |                  |

## Vittorie per stato
| Stato             | Vittorie | Sconfitte |
| ----------------- | -------- | --------- |
| Rio de Janeiro    | 3        | 5         |
| San Paolo         | 3        | 2         |
| Minas Gerais      | 1        | 0         |
| Rio Grande do Sul | 1        | 0         |
| Paraná            | 0        | 1         |